# Mari Paz Vilas
María de la Paz Vilas Dono, meglio nota come Mari Paz o Mapi (Vilagarcía de Arousa, 1º febbraio 1988), è una calciatrice spagnola, attaccante del Betis e della nazionale spagnola.
Durante la sua ultradecennale carriera ha conquistato un titolo nazionale con il Levante e tre Coppe della Regina con tre diverse società.

## Carriera

### Nazionale
Olga García viene convocata dalla federazione calcistica della Spagna (Real Federación Española de Fútbol - RFEF) a vestire la maglia della formazione Under-19 debuttando il 26 settembre 2006 nell'incontro in cui la Spagna sovrasta con il punteggio di 14-0 le avversarie pari età della Lettonia in occasione del primo turno di qualificazione al campionato europeo di categoria di Islanda 2007. Con le rosse U-19 totalizza 9 presenze realizzando 9 reti.
Invitata ai raduni della nazionale maggiore, il selezionatore Ignacio Quereda la inserisce in rosa nella formazione impegnata alle qualificazioni all'Europeo di Finlandia 2009 dove, il 16 febbraio 2008, segna una rete, quella del parziale 3-0, nella sua partita inaugurale contro l'Irlanda del Nord, incontro conclusosi 4-0 per le spagnole. Condivide con le compagne il percorso della sua nazionale che la vede arrivare ai play-off ma che la vede sconfitta per 2-0 in entrambi gli incontri di andata e ritorno dalle avversarie dei Paesi Bassi.
Quereda continua a concederle fiducia chiamandola anche per la sessione di qualificazione all'Europeo di Svezia 2013, fase dove il 5 aprile 2012 stabilisce un nuovo primato nel torneo UEFA andando a segno 7 volte nell'incontro di ritorno vinto per 13-0 sul Kazakistan, tuttavia le sue presenze si fanno sempre più rade e benché avesse contribuito alla storica qualificazione ai Mondiali di Canada 2015 non viene inserita nella rosa delle convocate emessa l'11 maggio 2015.
Con l'avvicendamento sulla panchina della nazionale con Jorge Vilda, il nuovo tecnico la riconvoca per le qualificazioni all'Europeo dei Paesi Bassi 2017, inserendola anche nella rosa che conquista la sua prima fase finale nel torneo UEFA. Mari Paz scende in campo in tre dei quattro incontri giocati dalla sua nazionale fino ai quarti di finale quando la Spagna viene eliminata dall'Austria ai tiri di rigore dopo che l'incontro era terminato a reti inviolate fino ai tempi supplementari.
L'anno successivo Vilda la inserisce in rosa con la formazione impegnata all'edizione 2018 della Cyprus Cup, dove nell'incontro inaugurale del 28 febbraio riscatta l'eliminazione patita all'Europeo fissando il risultato sul 2-0 sull'Austria con la sua rete siglata al 76'.

## Palmarès

### Club
- Campionato spagnolo: 1

Levante: 2007-2008
- Coppa della Regina: 3

Levante: 2006-2007
Barcellona: 2011
Espanyol: 2012
- Copa de Catalunya femenina: 4

Barcellona: 2009, 2010, 2011
Espanyol: 2013

### Nazionale
- Cyprus Cup: 1

2018